# اتیل برمواستات
اتیل برمواستات (به انگلیسی: Ethyl bromoacetate) با فرمول شیمیایی C۴H۷O۲Br یک ترکیب شیمیایی با شناسه پاب‌کم ۷۷۴۸ است. که جرم مولی آن ۱۶۷٫۰۱ g/mol می‌باشد. شکل ظاهری این ترکیب، مایع بی‌رنگ و زرد است.